# Pakrinolol
Pakrinolol je agonist beta adrenergičkog receptora.